# Langeholmen
Langeholmen est une île norvégienne du comté de Hordaland appartenant administrativement à Bømlo.

## Description
Rocheuse et couverte d'arbres, à fleur d'eau, elle s'étend sur environ 519 m de longueur pour une largeur approximative de 107 m.  